# Kalhat
Kalhat, nebo také Galhat, je starověké ománské město, které je zapsané od června 2018 na seznamu světového kulturního dědictví UNESCO. Většina města je rozpadlá s výjimkou malého mauzolea, jehož místní název je Bibi Maryam a části městských hradeb dosahujících v místech až dva metry. Kalhat se stal významným zejména prostřednictvím obchodu. Zboží sem putovalo z Persie, východní Afriky a dokonce i Číny.

## Historie
Město Kalhat vzniklo přibližně v roce 1100.
Po staletí bylo druhým nejvýznamnějším městem Hormuzského království (po Hormuzu) a důležitým bodem pro obchod v Indickém oceánu. Roku 1218 bylo vybudováno opevnění, alespoň podle cestovatele Al Majawira, který město navštívil v roce 1230. Od poloviny 13. století začala éra prosperity, během tohoto období Kalhat viděl také cestovatel Marco Polo. Do roku 1278 spadalo přístavní město dynastii Habudi, poté nad ním převzala moc jemenská dynastie z Dafáru.
O rozvoj se starali také guvernér Ayaz a jeho žena Bibi Maryam vládnoucí mezi roky 1285 a 1310. Následující 14. století v Kalhatě pobyl ibn Battúta, konkrétně v roce 1330. Koncem 15. století postihlo město zemětřesení.
Úpadek města ve prospěch Maskatu začal roku 1507, kdy se Kalhatu zmocnili Portugalci. Vádí Hilmi zásobovalo Kalhat dostatečným množstvím vody, ale v okolí se nenacházela žádná zemědělská planina, a tak bylo třeba veškeré potraviny dovážet z vnitrozemí nebo po moři.

## Objevy
Francouzsko-ománská expedice v roce 2011 objevila do té doby nezmapované pamětihodnosti včetně Páteční mešity. Za výstavbou stál přibližně v roce 1300 Bibi Maryam. Mešita samotná byla zničena Portugalci v roce 1508.